# 아르보 하비스토
아르보 야코 하비스토(핀란드어: Arvo Jaakko Haavisto, 1900년 1월 7일~1977년 4월 22일)는 핀란드의 레슬링 선수, 지도자이다. 1924년과 1928년 하계 올림픽 레슬링 자유형에서 각각 동메달과 금메달을 획득했다.
하비스토는 1918년에 레슬링을 시작했고 핀란드 선수권 대회에서 4개의 금메달을 땄다. 현역에서 은퇴한 후 레슬링 코치와 심판으로 일했다.